# SN 1972G
SN 1972G – supernowa odkryta 18 maja 1972 roku w galaktyce A171954+6555. W momencie odkrycia miała maksymalną jasność 18,00m.